# Serémange-Erzange
 Serémange-Erzange  es una población y comuna francesa, en la región de Lorena, departamento de Mosela, en el distrito de Thionville-Ouest y cantón de Hayange.

## Demografía
| 5853 | 4976 | 4613 | 4547 | 4143 | 4035 |
| Para los censos de 1962 a 1999 la población legal corresponde a la población sin duplicidades (Fuente: INSEE [Consultar]) |      |      |      |      |      |